# Hymenopodidae
Hymenopodidae (лат.) — семейство насекомых из богомоловых (Mantodea).
Встречаются в Азии и Африке.
Проторакс в несколько раз длиннее своей ширины. На передних бёдрах расположен ряд чередующихся длинных и коротких вентромедиальных шипиков. Вентролатеральные шипы передних голеней сближенные и налегающие друг на друга.

## Классификация
На февраль 2020 года в семейство включают следующие роды, объединённые в 6 подсемейств:
- Подсемейство Acromantinae
  - Триба Acromantini
    - Acromantis Saussure, 1870
    - Ambivia Stal, 1877
    - Citharomantis Rehn, 1909
    - Majangella Giglio-Tos, 1915
    - Metacromantis Beier, 1930
    - Oligomantis Giglio-Tos, 1915
    - Parapsychomantis Shcherbakov, 2017
    - Psychomantis Giglio-Tos, 1915
    - Rhomantis Giglio-Tos, 1915

  - Триба Otomantini
    - Anasigerpes Giglio-Tos, 1915
    - Chrysomantis Giglio-Tos, 1915
    - Otomantis Bolivar, 1890
    - Oxypiloidea Schulthess, 1898
- Подсемейство Hymenopodinae
  - Триба Anaxarchini
    - Anaxarcha Stal, 1877
    - Heliomantis Giglio-Tos, 1915
    - Nemotha Wood-Mason, 1884
    - Odontomantis Saussure, 1871
    - Werneriana Shcherbakov, Ehrmann & Borer, 2016

  - Триба Hymenopodini
    - Chlidonoptera Karsch, 1892
    - Chloroharpax Werner, 1908
    - Creobroter Westwood, 1889
    - Helvia Stal, 1877
    - Hymenopus Serville, 1831
    - Panurgica Karsch, 1896
    - Pseudocreobotra Saussure, 1870
    - Theopropus Saussure, 1898
- Подсемейство Oxypilinae
  - Триба Hestiasulini
    - Astyliasula Schwarz & Shcherbakov, 2017
    - Catestiasula Giglio-Tos, 1915
    - Ephestiasula Giglio-Tos, 1915
    - Hestiasula Saussure, 1871
    - Pseudohestiasula Schwarz & Shcherbakov, 2017

  - Триба Oxypilini
    - Ceratomantis Wood-Mason, 1876
    - Junodia Schulthess-Rechberg, 1899
    - Oxypilus Serville, 1831
    - Pachymantis Saussure, 1871
    - Pseudoxypilus Giglio-Tos, 1915
- Подсемейство Phyllocraniinae
  - Parablepharis Saussure, 1870
  - Phyllocrania Burmeister, 1838
- Подсемейство Phyllothelyinae
  - Ceratocrania Westwood, 1889
  - Phyllothelys Wood-Mason, 1877
- Подсемейство Sibyllinae
  - Leptosibylla Roy, 1996
  - Presibylla Bolivar, 1908
  - Sibylla Stal, 1856

Четыре рода, ранее относимых к этому семейству, выделены в семейство Galinthiadidae: Congoharpax, Galinthias, Harpagomantis, Pseudoharpax.